# Loco moco
Le loco moco est un plat de la cuisine hawaïenne. Il en existe de nombreuses variantes, mais l'essentiel du loco moco consiste en un plat de riz blanc surmonté d'un steak haché, d'un œuf sur le plat et de jus de viande. Les variantes peuvent inclure du bacon, du jambon, du Spam, du porc cuit à la façon hawaïenne, de la saucisse portugaise, du bœuf ou poulet teriyaki, du mahi-mahi, des crevettes, des huîtres et d'autres viandes.

## Origine
James Kelly, professeur à l'Université de Hawaï-Hilo, a écrit que le plat a été créé par la famille Inouye, qui possédait le Lincoln Grill à Hilo en 1949. Un groupe de garçons du club de sport Lincoln Wreckers contribua à sa création. Parce que ces jeunes n'avaient qu'un petit budget, ils demandèrent à Nancy Inouye d'ajouter du riz dans un bol à saimin, un steak haché sur le riz et du jus de viande sur le tout. Elle leur en proposa 25 cents. L'un des garçons, George Okimoto, surnommé Crazy (« le fou ») par sa façon de jouer au football. En espagnol, ce surnom devient loco.[pas clair] Moco n'a pas de signification particulière hormis que le mot rime avec loco. Au départ, la spécialité ne figura pas sur le menu habituel mais, avec sa popularité auprès des membres du Wreckers, il s'inscrivit définitivement à la carte du Lincoln Grill. Les œufs furent ajoutés plus tard.

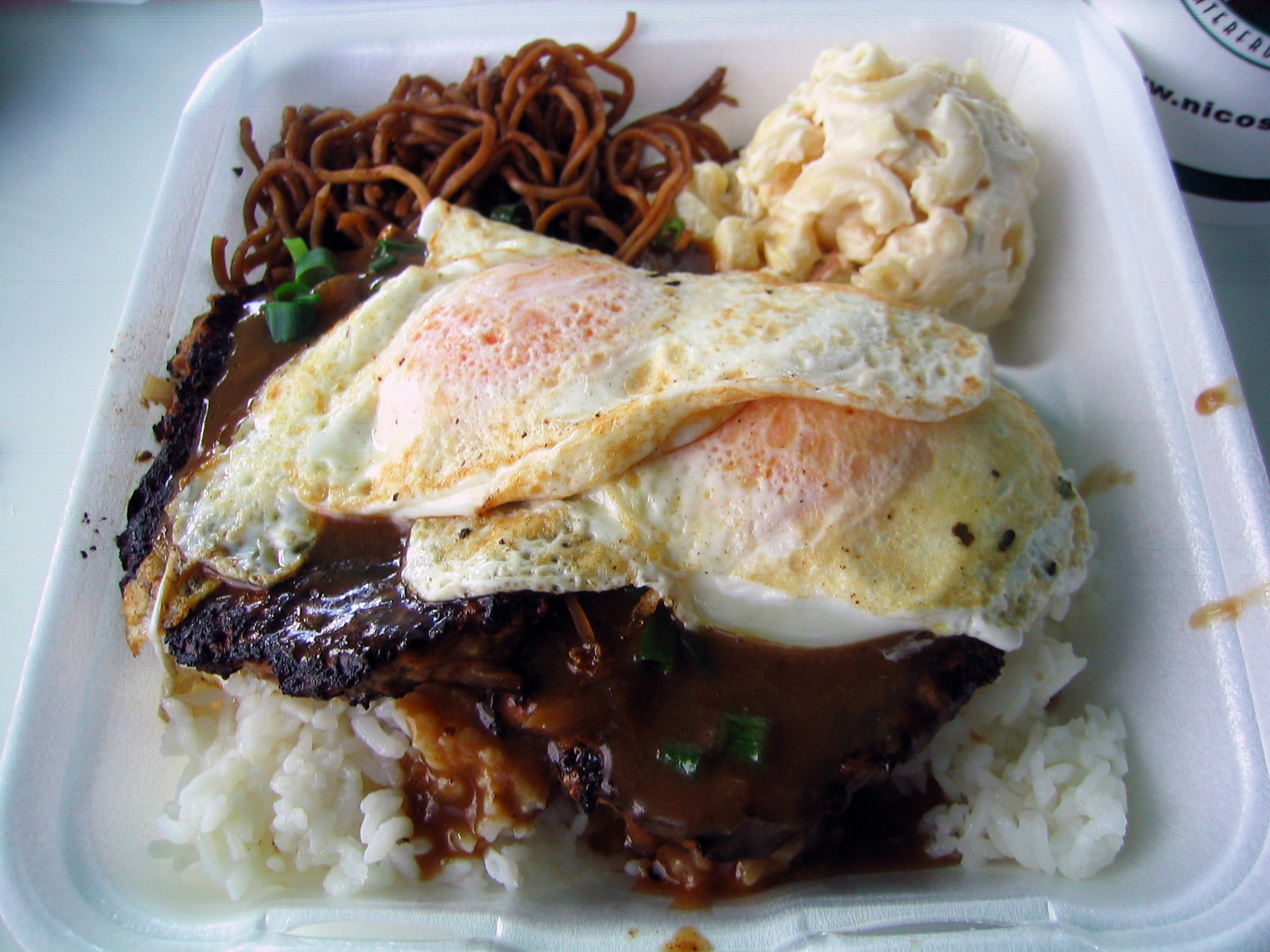
Plateau-repas de loco moco, avec des saimin frites et une salade de macaroni.

## Popularité
Le plat est très populaire à Hawaï et figure désormais à la carte de la plupart des restaurants de la région.[réf. nécessaire]
Le loco moco peut prendre différentes formes sur les îles du Pacifique de Hawaï aux Samoa, Guam ou Saipan.  
Loco Moco est également le nom d'une chaîne de restaurants hawaïens proposant des plats de riz hawaïens.